# بفتة
بفتة (الاسم العلمي: Catharanthus)، جنس نبات مزهر من فصيلة الدفلية. تضم ثمانية أنواع معروفة. سبعة منها متوطنة في مدغشقر، على الرغم من أن نوع، C. roseus ، مُجنس على نطاق واسع حول العالم. أما نوع C. pusillus, فهو أصيل فس سريلانكا والهند. اسم Catharanthus مُشتق من اليونانية ويعني «زهرة نقية».